# Nemzeti Bajnokság I 2002-2003
L'edizione 2002-2003 del Nemzeti Bajnokság I vide la vittoria finale dell' MTK Budapest.
Il campionato era articolato in due fasi distinte: nella prima le dodici squadre si affrontavano in un girone all'italiana con partite di andata e ritorno. Al termine di questa prima fase le prime sei formavano un altro girone all'italiana che valeva per l'assegnazione dello scudetto e delle posizioni di vertice. Le ultime sei, invece, lottavano per non retrocedere. Infatti le ultime due di quest'ultimo raggruppamento retrocedevano nella Nemzeti Bajnokság II, la seconda divisione ungherese.
Capocannoniere del torneo fu Krisztián Kenesei del Zalaegerszegi TE con 23 reti.

## Classifica prima fase
|  |     | Classifica prima fase 2002-03 | Pt | G  | V  | N | P  | GF | GS | DR  |
|  | --- | ----------------------------- | -- | -- | -- | - | -- | -- | -- | --- |
|  | 1.  | Ferencváros (CU)              | 48 | 22 | 15 | 3 | 4  | 41 | 17 | +24 |
|  | 2.  | MTK Budapest                  | 47 | 22 | 14 | 5 | 3  | 42 | 21 | +21 |
|  | 3.  | Újpest FC                     | 40 | 22 | 12 | 4 | 6  | 45 | 29 | +16 |
|  | 4.  | Debrecen                      | 39 | 22 | 10 | 9 | 3  | 44 | 30 | +14 |
|  | 5.  | BFC Siófok (N)                | 32 | 22 | 8  | 8 | 6  | 28 | 27 | +1  |
|  | 6.  | Győri ETO FC                  | 32 | 22 | 9  | 5 | 8  | 35 | 35 | 0   |
|  | 7.  | Zalaegerszegi TE (C)          | 30 | 22 | 8  | 6 | 8  | 37 | 36 | +1  |
|  | 8.  | Videoton FC                   | 27 | 22 | 7  | 6 | 9  | 29 | 30 | -1  |
|  | 9.  | MFC Sopron                    | 23 | 22 | 6  | 5 | 11 | 33 | 36 | -3  |
|  | 10. | Dunaújváros Futball Club      | 18 | 22 | 4  | 6 | 12 | 28 | 43 | -15 |
|  | 11. | Kispest AC                    | 15 | 22 | 4  | 3 | 15 | 27 | 51 | -24 |
|  | 12. | Békéscsaba 1912 Előre SE (N)  | 14 | 22 | 4  | 2 | 16 | 25 | 59 | -34 |

## Classifica finale

### Play-off scudetto
|  |    | Classifica finale 2002-03 | Pt | G  | V  | N  | P  | GF | GS | DR  |
|  | -- | ------------------------- | -- | -- | -- | -- | -- | -- | -- | --- |
|  | 1. | MTK Budapest              | 66 | 32 | 20 | 6  | 6  | 59 | 34 | +25 |
|  | 2. | Ferencváros (CU)          | 64 | 32 | 19 | 7  | 6  | 50 | 24 | +26 |
|  | 3. | Debrecen                  | 53 | 32 | 13 | 14 | 5  | 57 | 38 | +19 |
|  | 4. | Újpest FC                 | 52 | 32 | 15 | 7  | 10 | 54 | 41 | +13 |
|  | 5. | BFC Siófok (N)            | 47 | 32 | 12 | 11 | 9  | 46 | 44 | +2  |
|  | 6. | Győri ETO FC              | 36 | 32 | 9  | 9  | 14 | 41 | 50 | -9  |

### Play-off salvezza
|  |     | Classifica finale 2002-03    | Pt | G  | V  | N | P  | GF | GS | DR  |
|  | --- | ---------------------------- | -- | -- | -- | - | -- | -- | -- | --- |
|  | 7.  | Zalaegerszegi TE (C)         | 53 | 32 | 15 | 8 | 9  | 62 | 49 | +13 |
|  | 8.  | Videoton FC                  | 40 | 32 | 11 | 7 | 14 | 46 | 41 | +5  |
|  | 9.  | MFC Sopron                   | 36 | 32 | 9  | 9 | 14 | 47 | 54 | -7  |
|  | 10. | Békéscsaba 1912 Előre SE (N) | 32 | 32 | 9  | 5 | 18 | 42 | 71 | -29 |
|  | 11. | Kispest AC                   | 29 | 32 | 8  | 5 | 19 | 43 | 66 | -23 |
|  | 12. | Dunaújváros Futball Club     | 20 | 32 | 4  | 8 | 20 | 37 | 72 | -35 |

- (C) Campione nella stagione precedente
- (N) squadra neopromossa
- (CU) vince la Coppa di Ungheria

## Verdetti
- MTK Budapest campione d'Ungheria 2002-2003.
- MTK Budapest ammesso al 2º turno di qualificazione della UEFA Champions League 2003-2004.
- Ferencváros e Debrecenammesse al 2º turno preliminare della Coppa UEFA 2003-2004.
- Győri ETO FC e Videoton FC ammesse al primo turno della Coppa Intertoto 2003.
- Kispest AC  e Dunaújváros Futball Club retrocesse in NBII